# 5039 Розенкавалер
5039 Розенкавалер (5039 Rosenkavalier) — астероїд головного поясу, відкритий 11 квітня 1967 року.
Тіссеранів параметр щодо Юпітера — 3,215.